# Felipe Geraldino
Felipe Geraldino, nacido Philip Fitzgerald (fl. 1672-1675), fue un corsario irlandés al servicio de la Monarquía Hispánica. Sirvió con vigor como corsario guardacostas con base en Cuba.

## Biografía
Fitzgerald, conocido en adelante por la castellanización de Felipe Geraldino, obtuvo su patente de corso en La Habana en 1672. La estrenó el mismo año con la captura del buque inglés Humility, capitaneado por Matthew Fox, a cuyos tripulantes torturó y ejecutó como era la costumbre. Según Fox testificó, cuando preguntó alarmado a Geraldino por qué era tan cruel con ellos, el corsario respondió que lo hacía por venganza por los abusos de los ingleses contra Irlanda, y proclamó que nunca se saciaría de sangre inglesa y que tenía licencia española para matar hasta al último tripulante de Jamaica.
Al año siguiente capturó el buque Virgin del contrabandista Edmund Cooke, a quien abandonó con sus tripulantes en un bote sin provisiones. Cooke sobrevivió, y al perder otro barco a manos españolas poco tiempo después, se convirtió en corsario contra los españoles, aunque terminó por volverse pirata al ser acusado de incompetencia y sodomía. Por su parte, Geraldino formó poco después una flotilla con otros dos guardacostas al servicio de España, Jelles de Lecat y Jan Erasmus Reyning, con los que hizo más de 40 capturas en pocos años. Sus actividades resultaron tan funestas para los ingleses que el rey Carlos II de Inglaterra les ofreció indulto si abandonaban a los españoles, aderezándolo con una amenaza de ejecución si se negaban, pero aparentemente ninguno aceptó.
En verano de 1674, Geraldino dio un macabro espectáculo al entrar en el puerto de la Habana con prisioneros ingleses colgados de las vergas. Cansados de sus correrías, y de solicitar reparación a unos gobernadores españoles que nunca respondían, las autoridades británicas retiraron el indulto y ordenaron la caza y captura de Geraldino en septiembre de 1675.
Aunque se desconoce su destino final, a juzgar por el testimonio del explorador inglés William Dampier en 1687, Geraldino se exilió a las Filipinas españolas y se casó con una mestiza acaudalada.